# Fangchengbao Bao 8
Fangchengbao Bao 8 – hybrydowy samochód osobowy typu SUV klasy luksusowej produkowany pod chińską marką Fangchengbao od 2024 roku.

## Historia i opis modelu

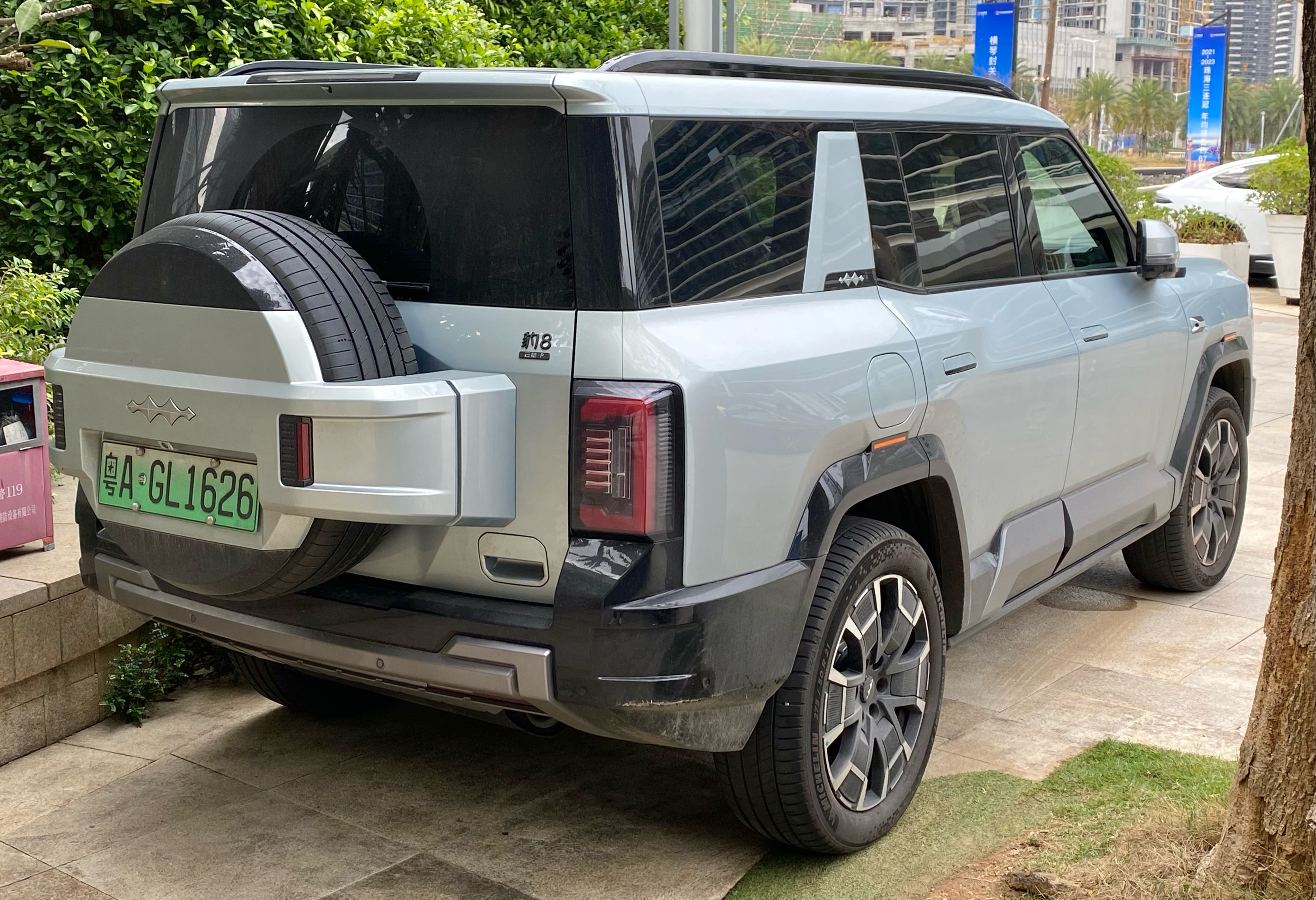
Fangchengbao Bao 8 – tył

Podczas premiery pierwszego modelu nowej marki koncernu BYD Auto w czerwcu 2024 w postaci modelu Bao 5, Fangchengbao zapowiedziało dalsze plany na najbliższe miesiące. Pierwszym elementem dalszej ofensywy modelowej został większy, flagowy model zapowiedziany przez prototyp Fangchengbao Super 8 zwiastujący główne elementy stylistyki oraz proporcje rozwijanego wówczas samochodu.
Produkcyjny model pod nazwą Fangchengbao Bao 8 zadebiutował podczas międzynarodowych targów samochodowych w Pekinie w kwietniu 2024, w obszernym zakresie rozwijając język stylistyczny prototypu. Samochód zysał masywną sylwetkę z pionowo ściętą bryłą, z wysoko osadzonymi kanciastymi reflektorami połączonymi blendą świetlną, a także dużą obudową koła zapasowego na klapie bagażnika.

### Sprzedaż
Po kwietniowej prezentacji wstępnej specyfikacji technicznej Bao 8, producent początek sprzedaży flagowego modelu wyznaczył na trzeci kwartał 2024 roku. Podobnie jak Bao 5, samochód został zbudowany wyłącznie z myślą o wewnętrznym rynku chińskim jako odpowiedź na dynamicznie rozwijający się rynek dużych, hybrydowych SUV-ów.

### Dane techniczne
Zgodnie z polityką wobec marki Fangchengbao, Bao 8 został wyposażony w hybrydowy napęd koncernu BYD Auto typu plug-in o przydomku DMO. Połączył on turbodoładowaną jednostkę benzynową o pojemności 2 litrów i mocy 268 KM wraz z dwoma silnikami elektrycznymi o mocy 268 i 402 KM. Łączna moc układu wyniosła 939 KM, pozwalając na sprint od 0 do 100 km/h w 4,8 sekundy. Bateria LFP umożliwiła doładowywanie z gniazdka, oferując jazdę w trybie czysto elektrycznym.